# Roy D'Amy
Rinaldo Dami, conocido por sus seudónimos Roy D'Amy, Roy D'Ami y Rinaldo D'Ami (Cismon del Grappa, Vicenza, Italia, 29 de septiembre de 1923 - Milán, 15 de febrero de 1979) fue un guionista y dibujante de cómics italiano. Es una de las figuras de la historieta italiana de los años 1950 y 1960.

## Biografía
Durante la Segunda Guerra Mundial combatió con la Regia Aeronautica en el frente africano, donde fue capturado por los británicos en marzo de 1943. Durante su cautiverio, en Argelia y Malta, tuvo la oportunidad de aprender el idioma inglés y de conocer las historietas de los Estados Unidos, quedándose cautivado por autores como Milton Caniff, Frank Robbins y Alex Toth. Tras la guerra, entró a formar parte del estudio de Nino Pagot, colaborando también a la realización de la película I fratelli Dinamite.
Tras esta experiencia en el sector de la animación, debutó en el mundo de la historieta en 1948, dibujando la serie Bleck & Gionni de Andrea Lavezzolo. El mismo año, empezó a colaborar con la editorial Audace (la actual Sergio Bonelli Editore), ilustrando junto a Guido Zamperoni y Franco Donatelli la serie policíaca La pattuglia dei senza paura, con guion de Gian Luigi Bonelli. El año siguiente, para la misma editorial escribió y dibujó el cómic del Oeste Mani in alto!, considerado una de las obras maestras de esa época. Al mismo tiempo, dibujó algunos episodios de Pecos Bill, personaje wéstern de Guido Martina editado por Mondadori. Durante los años siguientes ilustró otras series de Gian Luigi Bonelli: I tre Bill (1952) y Rio Kid (1953).
Como autor completo, realizó: Gordon Jim (1952), Il Sergente York (1954), Cherry Brandy racconta (1956), y La Pattuglia dei bufali (1957), todos editados por la Bonelli. Paralelamente, colaboró con el Corriere dei Piccoli, escribiendo y dibujando numerosas historietas, como Scuterino o Indianetto. En los años 1950 vivió durante algún tiempo en el Reino Unido, siendo contratado por la editorial Amalgamated Press. Una vez regresado a Italia, en 1958, fundó con Carlo Porciani la agencia "Produzioni editoriali Dami", que exporta lo mejor de la producción italiana de historietas a toda Europa. Formaron parte de la agencia de Dami autores como Dino Battaglia, Renzo Calegari, Gino D'Antonio, Erio Nicolò, Giovanni Ticci, Mario Uggeri y muchos otros.